# Rosa D'Abundo
Il Rosa D'Abundo è un traghetto appartenente alla compagnia di navigazione italiana Medmar.

## Servizio
Varato il 10 maggio 1980 nel cantieri navali Rodriquez di Pietra Ligure e completato nei cantieri INMA di La Spezia, viene consegnato alle Linee Lauro nel gennaio del 1981 ed inserito nei collegamenti tra Napoli ed Ischia.
Nel 1986 viene trasferito nei collegamenti tra Napoli e le Isole Eolie.
Nel 1994 viene noleggiato alla EuroMalta Express ed impiegato sulla Siracusa-La Valletta.
Nel 2003 viene trasferito alla Medmar e, ribattezzato Rosa D'Abundo, torna in servizio nei collegamenti nel Golfo di Napoli, alternando il servizio estivo ad un periodo di disarmo invernale a Napoli.

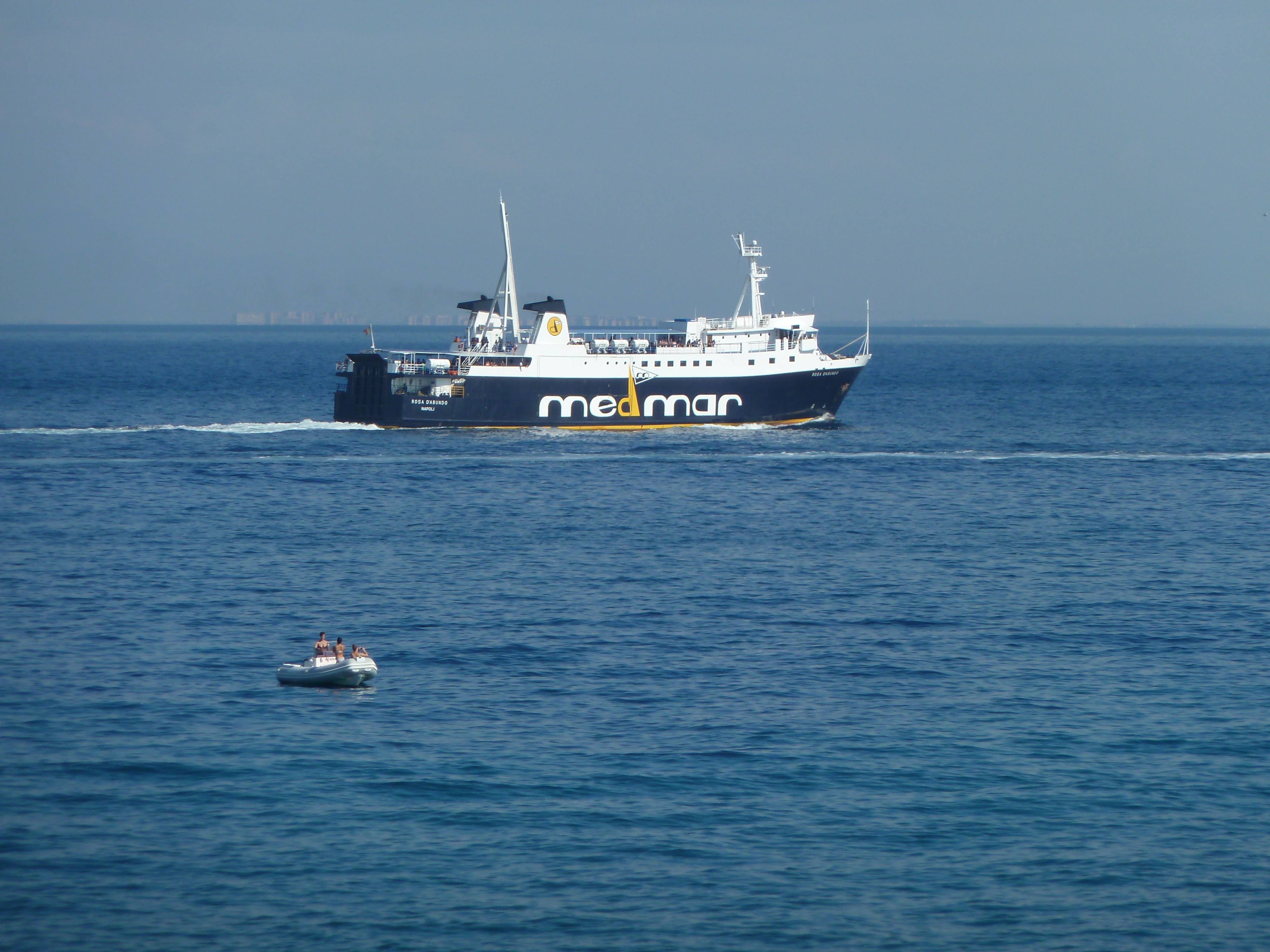
Il Rosa D'Abundo in partenza da Ischia nel 2016.

Il 6 marzo 2024 si arena a Pozzuoli a causa della bassa marea e del bradisismo, riuscendo tuttavia a liberarsi grazie al supporto del compagno di flotta Agata.